# Honeyboy Edwards
David « Honeyboy » Edwards est un chanteur-guitariste et harmoniciste de blues américain, né à Shaw, Mississippi, le 28 juin 1915 et mort à Chicago, le 29 août 2011.

## Biographie
Né dans le Mississippi, il émigrera dans les années 1940 à Chicago. C'est un proche compagnon de Robert Johnson : Il était là le jour où Robert avala le whisky empoisonné qui entraîna sa mort. Il a accompagné Charlie Patton, Son House… Ses premiers enregistrements sont dus à John et Alan Lomax en 1941, dans la plantation où il travaille. Il tente ensuite sa chance au Texas, à Memphis et enfin à Chicago, où il enregistre quelques titres pour Sun. Il accompagnera également Fleetwood Mac et fera quelques enregistrements pour Chess Records. Il acquerra une certaine notoriété seulement dans les années 1970 où il enregistrera abondamment.
Edwards continue de jouer et est l'un des derniers survivants des premiers musiciens du Delta blues (en 2009). Il apparait dans son propre rôle dans le film Walk Hard - L'Histoire de Dewey Cox. Il a donné sa dernière tournée à l'étranger en mai juin 2008 au Royaume-Uni.